# 天猫
天猫（てんねこ 中：ティエンマオ 拼音：Tiānmāo 英: Tmall、淘寶商城 英: Taobao Mall、天猫商城 英: Tianmao Mall）は、アリババグループが運営する中国最大の小売り（B2C）オンラインショッピングモール（ECサイト）。日本では「テンマオ」とも呼ばれる。主に中国本土、香港、マカオ、台湾の消費者向けプラットフォームであり、淘宝網（タオバオ）からのスピンオフ事業として開始された。出店者は認定を受けた有名ブランドやその直営店によって構成される。世界最大のeコマースウェブサイトであり、月間5億人のアクティブユーザーを抱える。アレクサ・インターネットのデータによれば2020年12月13日の時点で世界で3番目に訪れる人が多いウェブサイトとなっている。

## 歴史
2008年4月、タオバオによって一般消費者向けB2Cプラットフォームとして初めて、タオバオ・モール（Taobao Mall 簡体字:淘宝商城、繁体字:淘寶商城、拼音:Táobǎo Shāngchéng）として紹介されている。
2010年11月、TMallは独立したウェブドメイン「tmall.com」として開始され、タオバオとの差別化を図るため、タオバオで行われているC2Cでなく、ブランドオーナーまたはTMallによる認証を受けた企業のみによるB2C取引をメインとしており、認知度向上を狙った3,000万ドルを掛けた盛大な広告キャンペーンが行われている。同時に製品の専門性の向上とサイトの改善も行われていることが発表されている。
2011年6月、アリババグループの会長であるジャック・マーは社内メール内でタオバオの再編と3つの会社への分割を発表しており、TMallはアリババグループ傘下の独立した企業となる。他の2社は、C2C取り引きを主軸とした「タオバオ・マーケットプレイス（Taobao Marketplace）」と、ショッピングサーチエンジンである「イータオ（eTao）」に分割されている。この再編は「過去2年間でインターネット環境やeコマースの状況が劇的に変わったことによる競合相手の出現や、その脅威に対応するため必要であった」とマーは語っている。
2011年10月、TMallは加盟店のサービス利用料金を大幅に引き上げたため、2回のオンライン暴動に遭っている。年間利用料は6,000元（約9万円）から60,000元（約94万円）に引き上げ、デポジットは10,000元（約16万円）から150,000元（約236万円）に値上げしている。Tmall側はこの値上げに付いて、偽物、粗雑な製品、顧客対応の悪さなどの原因になりがちな商人を排除することを目的としたものであると説明しており、顧客からサービスと品質で高評価を得た販売量が多い店舗に付いては、この手数料一部または全額の払い戻しを受ける権利を有しているとの発表が行われている。
2012年1月11日、TMallは正式に中国語名をTmallの中国語の発音であるTiānMāo（天猫）に変更している。なお天猫とは日本語で「空猫」の意。
天猫は2013年第1四半期に中国のB2C市場のオンライン製品販売シェアの51.3%を占めている。
2014年2月、アリババは、海外ブランドメーカーやその代理店が中国の消費者に直接販売するための国境を越えた市場（越境EC）として「Tmall Global」（天猫国際）を立ち上げている。天猫国際では取引業者が中国の小売業許可などの取得を必要とせず、中国の消費者に向けて世界（日本）の商品の直送と保税区発送を利用し販売することが可能となるサービスである。天猫国際最大の旗艦店には、アメリカのコストコやドイツのdm-ドロゲリエ・マルクトなどが出店している。2018年以降天猫は毎月、高級ブランドとの新しいパートナーシップを開始している。

## 世界記録
2015年11月12日、天猫で開催された「双11全球狂歓季」（ダブルイレブン・ショッピングフェスティバル、独身の日）で携帯電話販売を含む9のカテゴリーの販売数がギネス世界記録認定されている。

## 売上の推移
2019年は、独身の日だけで78ヶ国のブランドや企業2万2千社が参加し、100万以上の新商品を出品しており、参加者は5億人以上、一日だけで2,684億元（約4兆1602億円）の売り上げを記録している。東南アジアの主要ECサイトであるラザダ（現：アリババグループ）もこのイベントに参加しており、アリババの海外消費者向けECサイトであるアリエクスプレス（AliExpress）を通じロシア、スペイン、イタリア、トルコの地元企業も参加しており、南アジア最大のECサイトであるDarazもパキスタン、スリランカ、ミャンマー、バングラデシュ、ネパールでの2回目となるイベント参加を計画している。インドのECサイトである、ペイティーエムもアプリ開発企業であるVmate、9Appsと共同でイベントに参加している。
中国の電子商取引研究所によるレポートでは、2018年上半期、中国のB2Cオンライン小売市場シェアの過半数以上となる55%を天猫が占めており、京東商城が運営する「JD.com」が25%の2位となっている。また、このデータからアマゾン中国は0.6%のシェアとなっており、2019年4月18日にアマゾンは中国市場からの撤退を表明している。
2020年の総売上高は4,982億元（約7兆7000億円）を記録し、配送件数は2019年の13億件から22億件となり例年の記録を大幅に更新する結果となった。これは、セール期間を例年の11月11日一日のみから11月1日から11日までの複数日に増やしたことや、新型コロナウイルスの影響により海外に渡航できなかった層が海外製品をまとめ買いする傾向と、消費の矛先が国内消費に向けられた影響が強かったためとみられている。越境ECである天猫国際での地域別GMV（流通取引額）ランキングでは日本が5年連続となる一位であった。なお、11月10日には中国の政府機関である国家市場監督管理総局は、ネット通販事業者に対し独占取引の強要やコストを下回る値下げ圧力などを禁止させるため、新ルールの草案を発表しており、この影響により香港証券取引所でアリババ株が急落している。
13回目となる2021年の独身の日のGMVは5,403億元（約9兆6173億円）に達し、過去最大となる29万社が参加しており、この内65%が中小企業や新ブランドであった。また、農村地帯の農産物の売り上げも前年比20%の伸びを見せるなど順調に推移している。越境EC部門である天猫国際では29,000社以上が参加しており、この内2,800社が新規参入企業であった。日本企業もユニクロを初め、SONY、花王、資生堂などが売り上げトップ10入りの常連であり、この中でもバンダイは過去最高となる売り上げを記録した。また、配送に関して無人地上車両（UGV）を使用した100万件の配送を達成している。